# Scoparia striatalis
Scoparia striatalis là một loài bướm đêm trong họ Crambidae.